# Dyctidea nigrata
Dyctidea nigrata är en insektsart som beskrevs av Doering 1940. Dyctidea nigrata ingår i släktet Dyctidea och familjen sköldstritar. Inga underarter finns listade i Catalogue of Life.